# Rádzsputok
A rádzsput a szanszkrit rádzsaputra, „királyfi” szóból származó elnevezés.

## Rádzsputok
A rádzsputok Északnyugat-India egyik legnagyobb államának, Rádzsasztánnak (Rádzspututhana - Rádzsputok földje) ősi harcosai, második kasztbeliek (ksatriják). Az indiai történelemben ezen a néven mintegy 1500 éve tűntek fel, s nemcsak Rádzsasztánban, hanem Közép-Indiában és valamivel délebbre több uralkodó dinasztiát hoztak létre. 
Az indiai középkorban jelentős szerepük volt. Szó szerint „királyfit” jelent a nevük. Fiaik jellemes, bátor harcosok voltak, de a rádzsput nők is példát adtak hűségből és hősiességből.
Ma mintegy 12 millió főt számláló földbirtokos kaszt. India főként északi és középső részén élnek, Rádzsasztán területén. A rádzsputok apaági leszármazást követő nemzetségekbe szerveződnek. Őseik a hagyomány szerint a ksátrija (uralkodó-harcos) kaszthoz tartoztak, ugyanakkor földműveléssel is foglalkoztak, amely mára dominánsabb szerepet kapott.
Az Agni-purána, mely az indiai népek, törzsek – az úgynevezett gotrák – genealógiáját dolgozza föl – s mint ilyen, egészen a muszlim invázióig követi azt –, a következőket állapítja meg: „A hunok és a szkíták (sakák) utódai alkotják Rádzsasztán 36 királyi klánjának egy részét.” 
Az Agni-purána nemcsak az árja nemzetséggel foglalkozott, hanem az indusok által ismert ázsiai népekkel, különösen azokkal, akikkel kapcsolatba kerültek vagy akik a közelükben éltek. A mai történészek is hasonlóképpen vélekednek a hunok és a rádzsputok rokonságáról.
Romila Thapar, ismert történésznő így ír: „A legtöbb meghatározó tudós Indiában elfogadja azt a nézetet, hogy a rádzsput törzsek a hunoktól származnak és letelepedtek Észak- és Nyugat-Indiában; elsősorban az északi kis köztársaságokban, melyek függetlenek maradtak a muzulmán invázió idején, s ott keveredtek az ind lakossággal, majd beolvadtak.” A későbbiekben megemlíti, hogy „az újonnan jött hun törzsek néhány rádzsput nemzet őseivé lettek és a későbbi századokban az északnyugat-indiai történelem meghatározó tényezőivé váltak.”
Tod angol történész minden rádzsput klánt hun eredetűnek tart. Upendranáth Thakur vitázik vele, szerinte nem mind a 36 törzs, de azt elismeri, hogy házasságok révén a rádzsasztáni ksatriják nagy része, de bizonyos esetekben a brahminok is keveredtek a heftalitákkal. „Ezek leszármazottai bekerültek a rádzsput hierarchiába, s ezáltal később dinasztiákat is alkottak. Hogy mikor és hogyan történt ez a folyamat, nem tudjuk, de nem kétséges, hogy a 7. században kezdődött el és kb. a 12. századra fejeződött be. Ekkor ebből a keveredésből egy új politikai és társadalmi tényező jött létre Rádzsasztánban.”

## Az indiai kasztok között
A hindu kasztok többsége endogám, csak a saját alkasztjához tartozóval köthet házasságot. Az exogámia követői, mint például a radzsputok (Radzsasztán állam) éppen ellenkezőleg, a saját alkaszthoz tartozóval nem házasodhatnak, kizárólag a többi alkaszt tagjai között válogatnak a számukra párt a szülők.
Az exogám rendszert két csoportra oszthatjuk: gotra exogámiára és sapinda exogámiára. A gotrák olyan társadalmi csoportok, amelyek közös ősöktől erednek. A tagjaik arra törekszenek, hogy isteni ősszülőkig vezessék vissza az eredetüket. A gotra exogámia az endogámiához hasonlóan a saját alkaszton belüli házasságot ír elő, de tiltja az azonos gotrába házasodást, azt a vérfertőzéssel azonos bűnként kezeli. A szapinda exogámia viszont mind apai, mind anyai oldalon meghatározott generációkon belül tiltja a házasságot (hasonlóan a kereszténységhez és az iszlámhoz).

## Rádzsput harcosok
A rádzsput harcosok a középkori európai lovagokhoz hasonló kódok és lovagias erények alapján 1000 évig uralták a vidéket. Noha kötöttek egymással ideiglenes szövetségeket és házasságokat, erejük nagy része az egymással való háborúzásban felőrlődött. Így szép lassan a radzsput államok a Mogul Birodalom fennhatósága alá kerültek, habár a radzsput hősök utolsó leheletükig harcoltak. Ha már más remény nem volt, következett hátborzongató rituális öngyilkosságuk, a jauhar. Ilyenkor az asszonyok és gyerekek egy nagy temetési tűzre vetették magukat míg a férfiak sáfrány díszruhát öltve kilovagoltak az ellenség közé a biztos halálba. Chittorgarh város történetében ez a kis epizód háromszor fordult elő, nagyobb csatákban radzsput harcosok ezrei vesztették el így életüket.

## Híres rádzsputok
- Maharana Pratap

## Ajánlott irodalom
- Aradi Éva: Hunok Indiában
- Aradi Éva: A Brief Introduction of a Great Explorer – Sir Aurel Stein, 1862–1943. In Glory of India by Motilal Banarsidass, New Delhi, 1980.
- Agni Purána. Translated, quoted and edited by Metclfe in The History of the Rajput Tribes. Vol. 1–2. England, 1818, Cosmos Publications.
- Rájataranginí of Kalhana. Ed. and transl. by A. Stein. 2 vols. Westminster, 1900.
- Bóna István: Az avarok. In Magyarország története. Budapest, 1985, Akadémia Kiadó.

Visnu Purána. Ed. Jivánanda Vidyáságara. Calcutta, 1882. Trans. by H. H. Wilson. 6 vols. London, 1870.